# Bombus monticola
Bombus monticola là một loài Hymenoptera trong họ Apidae. Loài này được Smith mô tả khoa học năm 1849.

## Hình ảnh

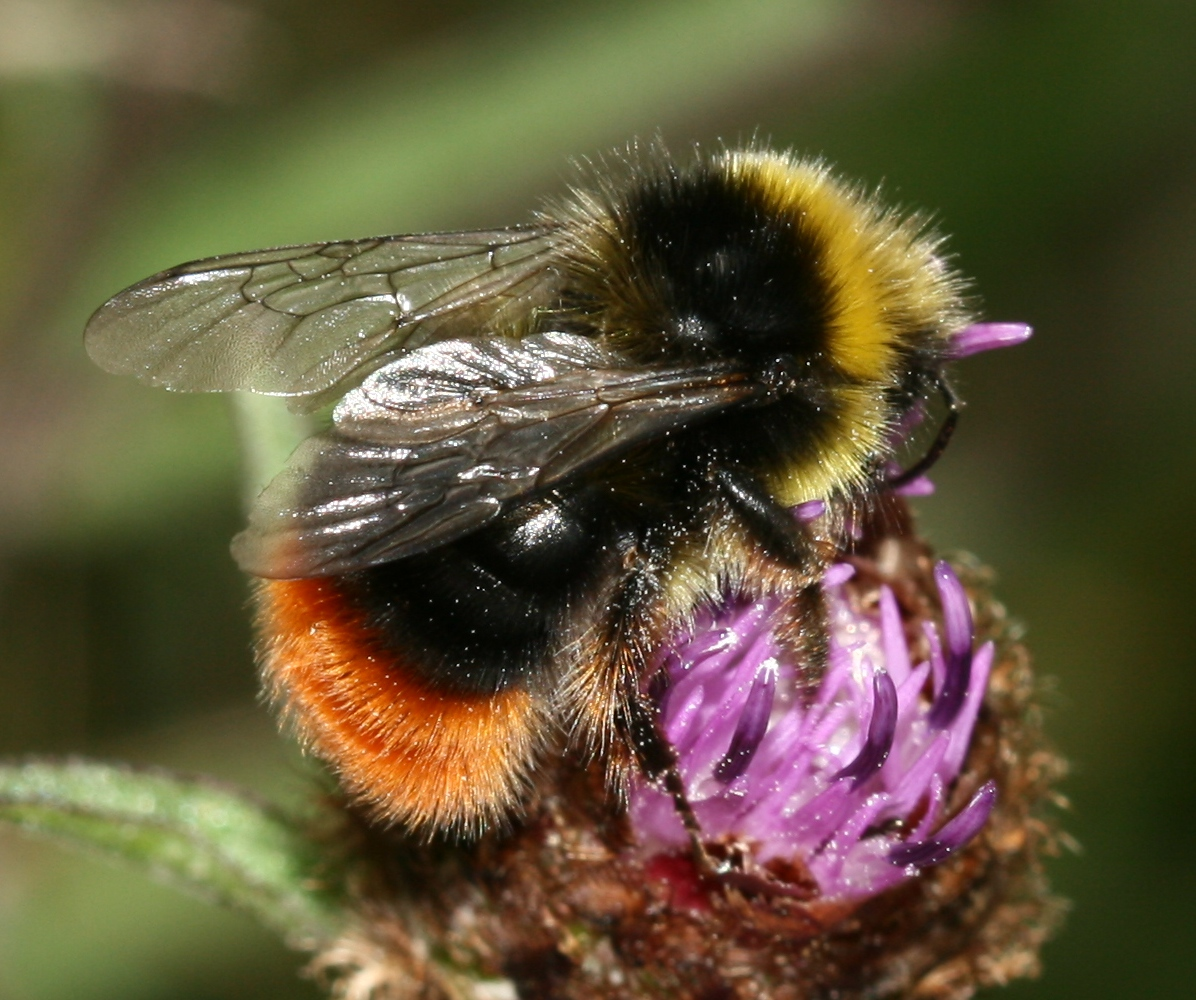
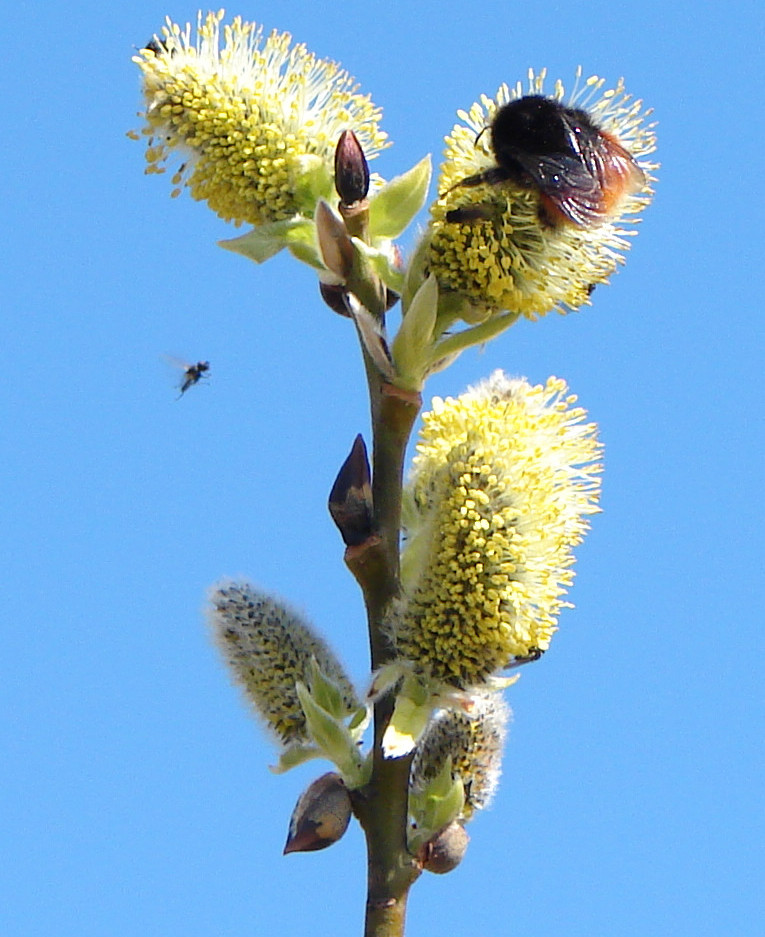